# Luis Meseguer
Luis Alberto Meseguer Villanueva (ur. 7 września 1999 w Madrycie) – piłkarz z Gwinei Równikowej grający na pozycji lewego obrońcy. Od 2021 jest zawodnikiem klubu CDA Navalcarnero.

## Kariera klubowa
Swoją karierę piłkarską Meseguer rozpoczynał w juniorach takich klubów jak: Atlético Madryt (2008-2015), AD Unión Adarve (2015-2016) i Rayo Vallecano (2016-2017). W 2017 roku został zawodnikiem rezerw Rayo Vallecano i grał w nich w Tercera División. W sezonie 2020/2021 był piłkarzem klubu Zamora CF grającego w Segunda División B. W 2021 przeszedł do występującego w Tercera División, CDA Navalcarnero.
| Sezon   | Klub             | Kraj      | Rozgrywki          | Mecze | Gole |
| ------- | ---------------- | --------- | ------------------ | ----- | ---- |
| 2017/18 | Rayo Vallecano B | Hiszpania | Tercera División   | 0     | 0    |
| 2018/19 | Rayo Vallecano B | Hiszpania | Tercera División   | 32    | 1    |
| 2019/20 | Rayo Vallecano B | Hiszpania | Tercera División   | 18    | 1    |
| 2020/21 | Zamora CF        | Hiszpania | Segunda División B | 11    | 0    |

## Kariera reprezentacyjna
W reprezentacji Gwinei Równikowej Meseguer zadebiutował 17 listopada 2018 w przegranym 0:1 meczu kwalifikacji do Pucharu Narodów Afryki 2019 z Senegalem, rozegranym w Bacie. W 2022 roku został powołany do kadry na Puchar Narodów Afryki 2021. Na tym turnieju wystąpił w jednym meczu grupowym, z Wybrzeżem Kości Słoniowej (0:1).